# 洪洞玉皇庙
36°17′37″N 111°37′42″E / 36.29361°N 111.62833°E
洪洞玉皇庙位于中国山西省临汾市洪洞县辛村乡辛北村东北角，2001年被列为第五批全国重点文物保护单位。
玉皇庙建于元太宗窝阔台元年己丑年（1229年），后多次修葺。坐北朝南，占地4128平方米。仅存后院三座建筑并列：玉皇殿、关公殿和二郎殿均为元代原构。玉皇殿面阔三间，进深六椽，单檐悬山顶，有元代壁画残存。关公殿与二郎殿均面阔三间，进深四椽，单檐悬山顶。